# II Liceum Ogólnokształcące im. Anny z Sapiehów Jabłonowskiej w Białymstoku
II Liceum Ogólnokształcące im. ks Anny z Sapiehów Jabłonowskiej – jedna z najstarszych białostockich szkół mająca korzenie w Gimnazjum Żeńskim im. ks Anny z Sapiehów Jabłonowskiej. Razem ze Szkołą Podstawową nr 53 z Oddziałami Dwujęzycznymi tworzy Zespół Szkół Ogólnokształcących nr 2.

## Historia
II Liceum Ogólnokształcące należy do najstarszych białostockich szkół. Jego korzenie sięgają do Polskiego Gimnazjum Realnego, które powstało w 1915 roku. W 1919 szkoła została upaństwowiona oraz podzielona na dwie niezależne placówki: Gimnazjum Męskie i Żeńskie. 20 listopada 1919 Gimnazjum Męskiemu mieszczącemu się przy ulicy Kościelnej 8 nadano imię króla Zygmunta Augusta, a 2 dni później Gimnazjum Żeńskiemu zajmującemu gmach przy ulicy Mickiewicza 1 nadano imię Księżnej Anny z Sapiehów Jabłonowskiej.
Po II wojnie światowej szkoła utraciła patrona. Stała się koedukacyjna i uzyskała nazwę II Liceum Ogólnokształcącego, 2 razy zmieniła swoją siedzibę (w roku 1967 do gmachu przy ulicy Warszawskiej, następnie przy ulicy Narewskiej 11 w 1970, gdzie pozostaje) oraz na krótki czas przyjęła imię Bohaterów 9. Drezdeńskiej Dywizji Piechoty, z którego używania zrezygnowano w 1993. Od roku 1994 rozpoczęły się prace nad nadaniem szkole nowego imienia, by w 1998 roku w głosowaniu uczniów, nauczycieli i rodziców wygrał Stanisław Wyspiański. Jednak dzięki pasji do poznawania przeszłości historyka Sławomira Piórkowskiego, który to odkrył zapomniane pochodzenie II LO, narodził się pomysł powrotu do patronki Gimnazjum Żeńskiego. W ponownym głosowaniu zdecydowano o przywróceniu imienia księżnej Anny z Sapiehów Jabłonowskiej.
22 listopada 1999 odbyła się uroczystość przywrócenia imienia szkole. Zaproszono gości, m.in. księcia Stanisława Jabłonowskiego, potomka krewnych patronki. Ważnymi momentami były: przekazanie zabytkowego sztandaru z roku 1932, który przetrwał dzięki staraniom dyrektor Marii Pardo, nauczycielek Marii Czułajewskiej i Krystyny Pawlikowskiej-Kubały; ślubowanie wyróżniających się uczniów na nowy sztandar ufundowany przez radę Rodziców oraz odsłonięcie i poświęcenie wmurowanej obok wejścia do szkoły pamiątkowej tablicy upamiętniającej 80. lecie istnienia szkoły.
II LO jest jedyną placówką edukacyjną w regionie umożliwiającą kształcenie w klasie lotniczej, która powstała w roku szkolnym 2008-2009 i działa w porozumieniu z Aeroklubem Białostockim. Uczniowie na tym profilu mają szansę zyskać umiejętność pilotowania szybowców.
W roku szkolnym 2009/2010 otwarto Publiczne Gimnazjum nr 32 Dwujęzyczne należące do ZSO 2. W roku szkolnym 2018/2019 gimnazjum zostało wygaszone w wyniku reformy systemu oświaty.

## Współpraca międzynarodowa
W latach 1999–2002 II LO brało udział w projekcie Socrates-Comenius Komety.
Rokrocznie odbywa się wymiana młodzieży ze szkołami w Szwecji i na Węgrzech. W ramach programu e-Twinning II LO współpracuje z młodzieżą z Francji i Czech. II LO jako jedyna na Podlasiu szkoła realizuje projekt przygotowania do egzaminu DSD II, który jest najwyższą formą egzaminu z języka niemieckiego poza granicami Niemiec.